# Olteanca (gmina Glăvile)
Olteanca – wieś w Rumunii, w okręgu Vâlcea, w gminie Glăvile. W 2011 roku liczyła 664 mieszkańców.